# Jacentów (Opatów)
Pour les articles homonymes, voir Jacentów.
Jacentów est une localité polonaise de la gmina de Sadowie, située dans le powiat d'Opatów en voïvodie de Sainte-Croix.